# ゴミ箱 -GOMIBAKO-
『ゴミ箱 -GOMIBAKO-』（日本国外ではTrash Panic）は、2009年3月19日に発売された、PlayStation 3用のパズルゲームソフトである。

## 概要
2008年にゲームの企画を一般公募で集めるオーディションであるPlayStation C.A.M.P!を通じて製作されたソフトのひとつで、同オーディションのセンス・オブ・ワンダー ナイト 2008のプレゼンテーション作品として発表された。
2009年3月19日にPlayStation Storeでオンライン販売が開始され、同年7月16日には3クレジットごとに100円の従量制を導入したかわりに難易度を引き下げ追加要素を付加させた100円ゴミ箱の提供も開始された。100円ゴミ箱ではコンティニュー、リトライも1クレジットとして扱われる仕組みとなっている。

## ゲームシステム
『テトリス』等の従来からあった落ち物パズルと同様に、画面上部から次々と投棄されるゴミをフィールドである「ゴミ箱」からあふれないように収めていくのが目的であるが、従来の落ち物パズルで落ちてくるのが四角いブロックの塊であるのに対し、本作で落ちてくるのは日常生活が生み出すゴミそのものであり、見た目どおりの衝突判定を持つ。
落ちてくるゴミにはそれぞれ「壊れやすい」「燃えやすい」「腐りやすい」といった属性があり、それを利用することでゴミ箱内のゴミの容積を削減することができる。ある程度ゴミが運ばれてくると巨大な「ボスゴミ」が登場し、制限時間内に的確に処理できなかった場合は大量のオジャマゴミが降って来る。
ステージクリア時には、ゴミの処理方法による周辺環境の影響（二酸化炭素や有害ガスの発生等）を基準に「ECOプレイ」か「EGOプレイ」の判定が行われる。（ＣＯ２排出量、ごみ箱内のスッキリ度、撒き散らしたごみの量、死守した”MOTTAINAI”、破壊した”MOTTAINAI”、爆弾使用）
一度ゴミ箱内に入ったゴミは、焼却or爆破、又は腐敗させないと消滅することはない。それらのゴミ処理法を行うにも手順を踏む必要があり、即効性のあるものではない。また、ほかのパズルゲーム等で見られる起死回生の方法が無く、残機概念があるにもかかわらず失敗を取り戻せない場合が多い。そのため往々にしてゴミの供給量と処理量のバランスがひどく偏り、"ゴミを処理するのではなく、いかにゴミ箱に詰めるか"というゲームになっている。それらの理由から一番難易度の低いSWEETSモードであっても難易度は高いといえる。実際、PlayStation Appなどから確認できるトロフィー取得率が、最も取得の容易なもので10%以下、またトロフィーの多くは1%以下の取得率にすぎないことからもこのゲームが高難易度であることがわかる。
尚、HELLモードをクリアすると、銀色のゴミ箱(青色のゴミ箱(以後初期ゴミ箱と記載)よりゴミを破壊しやすい)にステージ選択画面で三角ボタンで変更できるようになり、更に銀色のゴミ箱でHELLモードをクリアすると赤色のゴミ箱(初期ゴミ箱よりもゴミが燃えやすい)に変更可能、赤ゴミ箱でHELLをクリア→緑色のゴミ箱(初期ゴミ箱よりゴミを腐敗させやすい)、緑ゴミ箱でHELLクリア→金色のゴミ箱(銀、赤、緑のゴミ箱すべての性能を持つ)を選択できるようになり、金色のゴミ箱(ゲーム内では最強のゴミ箱と記載されている)でプレイするとヌルゲーと化す。HELLモードは単純に爽快。ただ、そこまでたどり着く前に初期ゴミ箱でHELLモードをクリアすること自体が鬼畜。攻略法を調べないとクリアできないほど。ただ、初期ゴミ箱で最終ステージをプレイするのはすごく楽しい。

### 100円ゴミ箱での追加要素
100円ゴミ箱では通常のゴミ箱よりも物を破壊しやすく、初心者向けのガイド機能が付加されている「鋼のゴミ箱」が選択できるようになっている。フルパック版のみでは入手条件が厳しく設定されているが、フルパック版のセーブデータがあり、かつ100円ゴミ箱の「鋼のゴミ箱」コースをクリアしている条件下でもフルパック版で鋼のゴミ箱でプレイすることが可能となった。
また、通常のゴミ箱コースではクリアや獲得した得点に応じて、PlayStation Homeで利用できるホームリワードを獲得することができる。
第2ステージはまいにちいっしょとのコラボステージになっており、ステージがトロの家の中、GOMYがトロとクロのお面をかぶっているだけでなく、ラストにはトロ・ステーションで使われるダンボールも運ばれる。

## ゴミの一例

### 一般的なゴミ
- 木製ハンガー

最も壊れやすいゴミの一つ
- 電球

物理演算処理をフルに活用し、砕け散るガラス片を再現している。
- 秋刀魚

生ゴミ感を出しているが、やわらかい為に破壊できない。
- サッカーボール

跳躍するためにうっかりスマッシュするとゴミ箱の外に出てワンアウトになってしまうことも。

### 可燃物
- トイレットペーパー

非常に燃えやすいゴミのひとつで、後述の火種とあわせて使用する。
- タバコ

火種のひとつで、これをトイレットペーパーなどに近づけることで大きな炎を起こすことができ、普段破壊しにくいゴミも破壊できるようになる。

### 水を含んだゴミ
水を含んだゴミを捨てることによって、腐敗玉を成長させることができる。
- 洋式トイレ 水の入った樽

stage3に出てくるゴミ。
- 冷却塔 貯水タンク

stage4に出てくるゴミ。
- オアシス　ダム

　  stage5に出てくるゴミ。
- 彗星(青色)

stage6に出てくるゴミ。尚、赤茶色っぽいのは油、白色は何も出ない、火がついているものは見た目通り火種。

### MOTTAINAIゴミ
破壊するとペナルティ(後述)を受けてしまうゴミ。ゴミ箱底近くに配置し、GOMYに渡すとボーナスゴミがもらえる。
- 指輪

最初のステージで現れる破壊してはいけないゴミ。
- ショートケーキ

燃えやすく、かつ壊れやすいために扱いには注意を要する。

### 危険物
- ダイナマイト

火種を近づけることで周辺に大爆発を起こす。
- ガスタンク

ダイナマイトと同じく周辺に大爆発を起こす。但し、これらは著しくEGOゲージが上昇する。何故ゴミ箱にこんなものが捨てられるのかは不明。
- 巨大プロパン

普通のプロパンよりも爆発力は高い。というか、ゴミ箱内のごみはすべて吹っ飛び、背景の町は壊滅する。3面で歩いている人達はそれでも普通に歩行している圧倒的強者感。

### 特殊
- 腐敗玉

水をかけることで周りのゴミを腐らせる作用のあるゴミ。ゴミを腐敗させて土に還す事によりECOゲージが上昇する。

### ボスゴミ
制限時間以内に破壊しなければいけないゴミ。総じて大型で耐久性が高い。破壊に失敗するとペナルティとなる。また、破壊せずにゴミ箱から出てしまった場合は即座にゲームオーバーになる。
制限時間は100円ゴミ箱版・MAINDISHは10秒、HELLは5秒。ただしMAINDISH・HELLともに最終ステージは無制限。また、SWEETではボスゴミは出現しない。
- 豚の貯金箱

最初のステージに現れるボスゴミ。なかなか壊れない上に破壊に失敗するとゴミ箱を大量の金塊で埋め尽くされてしまう。
- 108inch液晶テレビ

stage2に現れるボスゴミ。時間内に壊せないと大量のブルーレイレコーダーが降ってくる。
- 軽トラック

stage3に現れるボスゴミ。時間内に壊せないと大量のドラム缶が降ってくる。
- 巨大掘削機

stage4に現れるボスゴミ。時間内に壊せないと大量の天守が降ってくる。
- 積乱雲

stage5に現れるボスゴミ。時間内に壊せないと大量の金斗雲が降ってくる。
- 地球 みんなのゴミ

stage6に現れるボスゴミ。このボスゴミに時間制限は無い。

### ペナルティ
MOTTAINAIゴミを破壊してしまう、もしくは制限時間以内にボスゴミを破壊出来ないとペナルティとして大量のゴミが降り注ぐ。降り注ぐものはステージにより異なるが、共通して破壊しにくく、だいたい金色である。ペナルティを受けてしまうと大量のゴミで埋め尽くされるため、クリアは絶望的である。